# At the cliffs of River Rhine
At the cliffs of River Rhine is een livealbum van Agitation Free. Het bevat opnamen die zijn gemaakt tijdens een optreden na de uitgifte van hun album Agitation Free 2nd. Het concert vond plaats in Keulen op 2 februari 1974 en al snel verscheen er een bootleg van. Om zelf nog enige inkomsten uit die opnamen te krijgen bracht de band het album in 1996 zelf uit. Ze kondigden daarbij ook een nieuw album aan.

## Musici
- Lütz Ulbrich – gitaar
- Gustav Lütjens – gitaar
- Michael Günther – basgitaar
- Michael Hoenig – toetsinstrumenten
- Burghard Rausch – slagwerk

## Muziek
| Nr. | Titel                                 | Duur  |
| --- | ------------------------------------- | ----- |
| 1.  | Through The Moods                     | 13:28 |
| 2.  | First Communication                   | 8:56  |
| 3.  | Dialogue & Random                     | 0:57  |
| 4.  | Laila                                 | 10:03 |
| 5.  | In The Silence Of The Morning Sunrise | 4:41  |